# Fandom (website)
Fandom (trước đây là Wikia, Wikicities) là một dịch vụ hosting web miễn phí và là một dịch vụ lưu trữ Wiki cho các trang wiki (còn gọi là wiki farm). Fandom cung cấp miễn phí cho người đọc, người viết (biên tập) tất cả các văn bản với tất cả các chủ đề được phát sinh từ hầu hết các vấn đề trong cuộc sống và quảng cáo, hiện hơn hàng nghìn máy chủ wiki, người dùng truy cập bằng cách sử dụng mã nguồn mở MediaWiki.
Điều hành của nó, Fandom Inc. là một tổ chức phi lợi nhuận của công ty Delaware. Fandom được thành lập vào cuối năm 2004 bởi Angela Beesley Starling và Jimmy Wales, 2 nhà đồng sáng lập ngang bằng với Chủ tịch danh dự và thành viên tư vấn Hội đồng của Tổ chức Wikimedia. Điều hành Fandom hiện nay là Perkins Miller (CEO).

## Lịch sử
Fandom được ra mắt vào ngày 18 tháng 10 năm 2004 dưới tên "Wikicities", do Jimmy Wales và Angela Beesley Starling lập ra, lần lượt là Chủ tịch Hội đồng danh dự và thành viên Hội đồng tư vấn của Wikimedia Foundation. Ngày 27 tháng 3 năm 2006, nó chính thức đổi tên thành Wikia, vì tên "Wikicities" dễ gây nhầm lẫn do làm nhiều người tin rằng nó là một trang web viết về các thành phố chứ không còn một chủ đề nào khác.
Trong tháng trước khi di chuyển, Wikia công bố đã được đầu tư 4 triệu đô la Mỹ từ Bessemer Venture - doanh nghiệp đối tác đầu vòng vốn. Chín tháng sau, Amazon.com tuyên bố đầu tư vào loạt B của Wikia 10 triệu đô la Mỹ với phó chủ tịch cấp cao Jeff Blackburn phát triển kinh doanh tham gia vào hội đồng quản trị của công ty.
Trong tháng 11 năm 2006, Wikia tuyên bố chỉ bỏ ra 5,74 đô la Mỹ trong khi tạo ra đến khoảng 40 đến 50 triệu lượt xem. Công ty này sau đó đã chi 2 triệu đô la Mỹ để mua ArmchairGM, một diễn đàn thể thao wiki.
Wikia tuyên bố thành lập wiki thứ 100 vào ngày 03 tháng 2 năm 2005. Đến tháng 7 tháng 2007, Wikia đã có hơn 3.000 wiki với hơn 50 ngôn ngữ.
Wikia tăng trưởng không chỉ bắt nguồn từ ngày wiki đầu tiên thành lập mà còn kết hợp với một số wiki độc lập đã tồn tại trước đó như lyric wiki, the Vault, Wikipedia và wiki Warcraft (World of Warcraft wiki).
Ngày 07 tháng 4 năm 2010, Wikia tuyên bố thành lập wiki thứ 100.000. Trong tháng 5 năm 2010, Wikia cung cấp một chương trình quảng cáo cho từng wiki (quảng cáo bên ngoài lề các wiki khác để người dùng đang truy cập ở đó tìm đến) áp dụng cho các wiki có số trang ít hơn 20.000 với một lệ phí từ 4 đến 5 đô la Mỹ mỗi tháng.
Vào ngày 25 tháng 1 năm 2016, Wikia ra mắt Fandom, dịch vụ giải trí của họ. Vào ngày 26 tháng 9 năm 2016, Wikia thông báo rằng Wikia.com sẽ được đổi tên thành "FANDOM powered by Wikia" vào ngày 4 tháng 10 năm 2016, để liên kết tốt hơn với trang web của Fandom, mặc dù công ty chủ quản, Wikia, Inc., giữ nguyên tên gọi. Vào thời điểm đó, trang chủ của Wikia.com đã được chuyển đến wikia.com/fandom.

Logo hiện tại của Fandom sử dụng từ năm 2021.

Vào ngày 15 tháng 8 năm 2018, Wikia tuyên bố sẽ thay đổi hoàn toàn tên miền thành fandom.com vào đầu năm 2019. Nhiều wiki đã được thử nghiệm với tên miền mới trong năm 2018, với Wikia xác nhận rằng quá trình sẽ hoàn tất vào ngày 4 tháng 2 năm 2019, ngoại trừ các wiki tập trung vào "các chủ đề nóng", thay vào đó, thì tên miền của chúng sẽ được thay đổi thành wikia.org thay vì fandom.com. Quá trình này đã bị trì hoãn vài tuần do các vấn đề với quảng cáo của Google, và cuối cùng đã hoàn thành vào ngày 22 tháng 2 năm 2019.

## Trụ sở chính
Wikia. Inc có trụ sở tại 500 Third Street, quận SOMA, San Francisco, California, Hoa Kỳ. Công ty này ban đầu được thành lập tại Florida trong tháng 12 năm 2004 và tái thành lập tại Delaware ngày 10/01/2006.
Angela Beesley là người đầu tiên phục vụ tại Wikia và là Phó Chủ tịch Quan hệ cộng đồng Wikia. Gil Penchina, một nhà đầu tư hào phóng, là cựu phó chủ tịch kiêm tổng giám đốc tại eBay, đã được thuê làm CEO vào ngày 05/06/2006, hiện nay CEO là Craig Palmer. Michael E. Davis, một đối tác kinh doanh trước đây của Jimmy Wales đã phục vụ trong nhiều năm và là một thành viên sáng lập của Wikimedia Foundation và là Thủ Quỹ của tổ chức, ông được biết đến với cái tên "Thủ Quỹ và Bộ trưởng của Wikia" vào tháng 1/2006.
Wikia có một số nhân viên kỹ thuật tại Mỹ, nhưng cũng có một văn phòng tại Poznan, Ba Lan vào năm 2006. Giải thích về sự lựa chọn của ông về vị trí, Jimmy Wales nhận xét "Đó là về tiền lương hợp lý và chất lượng cao. Bạn có thể tìm thấy các lập trình viên với giá rẻ ở các nơi khác của thế giới, nhưng chất lượng không có !".
Wikia mở nguồn thu nhập từ việc quảng cáo. Ban đầu công ty sử dụng GoogleAdsense nhưng sau chuyển sang Federated Media trước khi mang quản lý cho quảng cáo tại nhà.

## Các tính năng và dịch vụ
Các điều khoản sử dụng của Wikia cấm dùng các từ ngữ kích động, bôi nhọ, kích dục, hoặc xâm phạm luật bản quyền. Các tài nguyên được cho phép, nếu chúng không bị sao chép từ các dự án của Wikimedia Foundation projects. Nhiều trang wiki chứa trong site này có phong cách tựa như Wikipedia, nhưng cho phép những gì phù hợp với chính sách của Wikipedia. Ví dụ, một nhân vật phụ trong phim Star Wars có thể có một bài riêng trong Wookieepedia, trong khi nhân vật này không được chú ý đủ mức trong một trang Wikipedia. Các ví dụ khác thường được xem xét dựa trên quy mô thông tin của bài viết trên Wikipedia bao gồm thông tin Wikia về các game điện tử và các chủ đề về game điện tử, các hướng dẫn chi tiết, hướng dẫn chơi game, chi tiết về cốt truyện,... có liên quan. Khái niệm về chơi game cũng có thể có các bài viết riêng về chúng. Wikia cũng cho phép các trang wiki có một quan điểm riêng, hơn là quan điểm trung lập được yêu cầu bởi Wikipedia (mặc dù quan điểm trung lập là một chính sách trên nhiều cộng đồng Wikia).
Wikia yêu cầu tất cả nội dung văn bản của người dùng phải được công bố theo một giấy phép tự do; hầu hết sử dụng giấy phép tương tự dạng Creative Commons, mặc dù Memory Alpha và Uncyclopedia sử dụng một biến thể phi thương mại và một số sử dụng GNU Free Documentation License
Kho lưu trữ file của Wikia vào tháng 6 năm June 2011 bao gồm đến 8 triệu file lưu trữ trên SSD.

### Trang hỏi đáp
Trong tháng 1 năm 2009, công ty đã tạo ra một trang web hỏi đáp được đặt tên là "Wikianswers". Vào tháng 3 năm 2010, Wikia lại tung ra "Answers from Wikia", nơi người dùng có thể tạo ra các trang wiki thị trường kiến thức gồm các chủ đề chuyên ngành dựa trên tên miền phụ Wikianswers của riêng Wikia.

### OpenServing
OpenServing là một dự án xuất bản Web có tuổi thọ ngắn ngủi sở hữu bởi Wikia, được thành lập vào ngày 12 tháng 12 năm 2006, và bị bỏ rơi không báo trước vào tháng 1 năm 2008. Giống như Wikia, OpenServing cũng đã cung cấp wiki hosting miễn phí, nhưng nó khác nhau ở chỗ người sáng lập của mỗi wiki sẽ giữ lại bất kỳ doanh thu có được nào từ quảng cáo trên trang web. OpenServing sử dụng một phiên bản sửa đổi của phần mềm Wikimedia Foundation của MediaWiki tạo ra bởi ArmchairGM, nhưng được dự định để mở rộng ra các gói mã nguồn mở khác.
Theo đồng sáng lập và là chủ tịch Wikia Jimmy Wales, trang web OpenServing nhận được hàng ngàn ứng dụng trong tháng 1 năm 2007. Tuy nhiên, một năm sau, không có trang web nào được triển khai dưới cái tên OpenServing.